# 下阿斯拉克
下阿斯拉克（法語：Niederhaslach，发音：[nidəʁ.aslak] 或 [nidəʁ.aslax]），或纯音译作尼德阿斯拉克，是法国下莱茵省的一个市镇，属于莫尔赛姆区和米齐格县（Mutzig）。该市镇总面积6.63平方公里，2009年时的人口为1410人。

## 地名
该地名Niederhaslach来源于德语，前缀“Nieder-”在德语中意为“下”，且该地与上阿斯拉克（Oberhaslach，前缀“Ober-”在德语中意为“上”；此地或纯音译作“奥伯阿斯拉克”）相连。

## 人口
下阿斯拉克人口变化图示